# Sarrapicón
Sarrapicón (oficialmente en asturiano: Serrapicón) es una casería española, hoy día despoblada, de la parroquia de Celles, perteneciente al municipio de Siero, en la comunidad autónoma de Asturias.

## Historia
Hacia mediados del siglo XIX, era referido como un lugar ya por entonces perteneciente a la parroquia de Celles, en el municipio de Siero. Aparece descrito en el decimotercer volumen del Diccionario geográfico-estadístico-histórico de España y sus posesiones de Ultramar de Pascual Madoz con las siguientes palabras:

SARRAPICON: l. en la prov. de Oviedo, ayunt. de Siero y felig. de San Juan de Calles (V.).
(Madoz, 1849, p. 869)

En 2023, la entidad singular de población de Sarrapicón tenía empadronados 0 habitantes.